# Equéstrato
Equéstrato foi rei de Esparta até 870 a.C. (1024 a.C., segundo Jerônimo de Estridão). Ele foi o filho e sucessor de Ágis I, e foi sucedido por seu filho Leobates.
Durante seu reinado, os lacedemônios atacaram a Cenuria , removendo os homens de idade militar, com a alegação de que este território estava sendo usado para atacar a Argólida, e os argivos eram parentes dos espartanos. No reinado de Leobates, a ocupação da Cenuria por Argos foi motivo da primeira primeira guerra entre Esparta e Argos.
Segundo Heródoto, Licurgo, irmão de Equéstrato, foi o guardião de Leobates, e durante o seu período de regência ele modificou todas as leis de Esparta, que eram as piores leis de todos os helenos, para as leis que prevaleceram a partir de então.